# Magdalena Ribbing

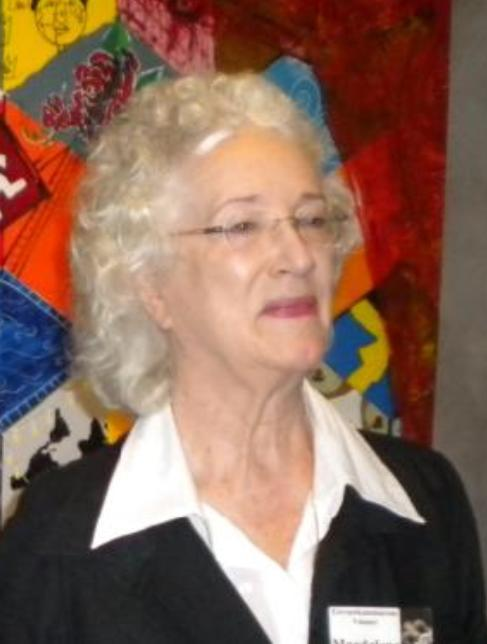
Magdalena Ribbing i juni 2012.

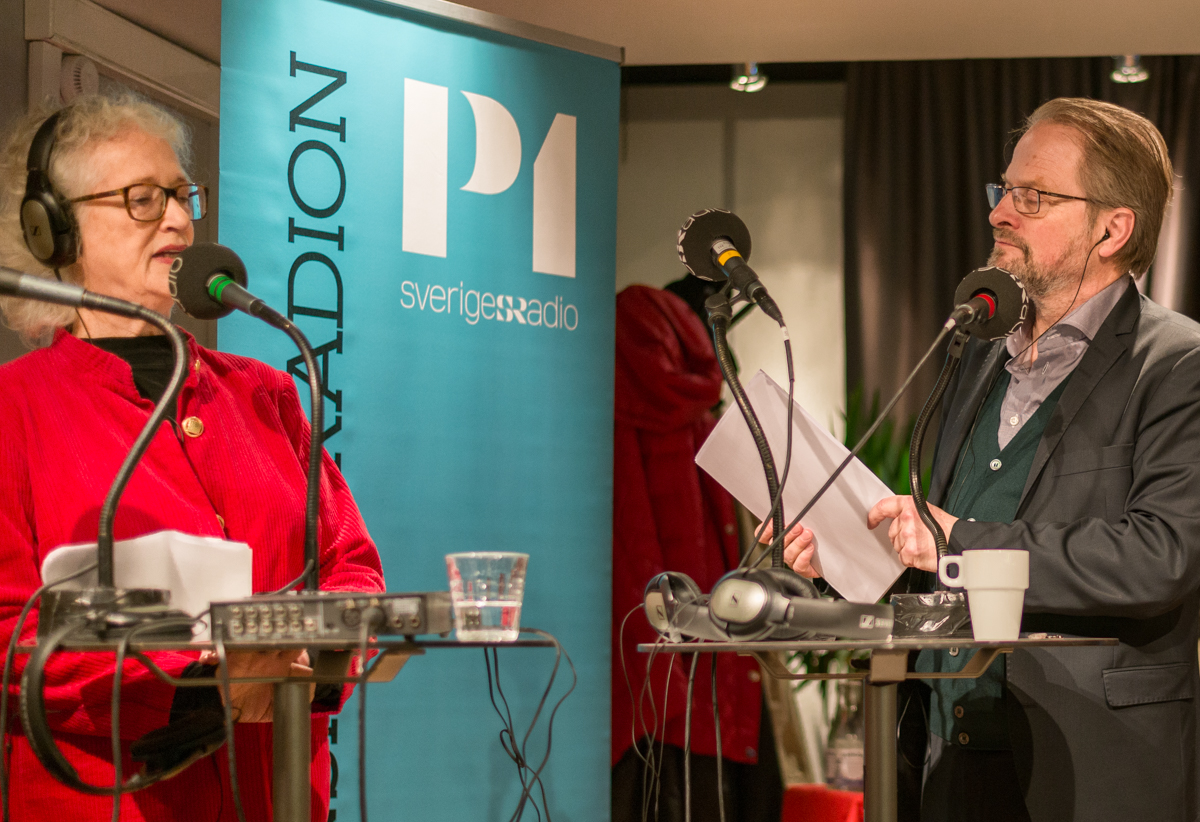
Magdalena Ribbing intervjuas av Karsten Thurfjell under Nobeldagen den 10 december 2016 då SR P1 sände Vetenskapsradion och Kulturradion direkt från Kulturhuset i Stockholm.

Magdalena Ribbing, under en tid Ribbing Hempel, född 30 juli 1940 i Oscars församling i Stockholm, död 29 september 2017 i Stockholm, var en svensk författare, journalist, föreläsare och expert på etikettregler.

## Biografi
Åren 1970–2000 arbetade Magdalena Ribbing i huvudsak som politisk reporter på Dagens Nyheter. Från 1993 till 1999 var hon chef för avdelningen Namn och Nytt. I bilagan På Stan hade hon åren 1975–1999 artikelserien Matpatrullen.
Magdalena Ribbing hade fram till sin död en spalt i Dagens Nyheters nätupplaga, där hon besvarade frågor om etikettregler, hyfs och stil. Hon skrev ett femtontal olika böcker i ämnet, utgivna av Bokförlaget DN, Forum bokförlag och Natur & Kultur. Hon var i Sverige sin tids mest kända auktoritet i stil- och etikettfrågor. Magdalena Ribbing var en flitigt anlitad föreläsare samt förekom ofta i radio och tv, speciellt vid sådana evenemang som Nobelhögtidligheterna.
Hon skrev en bok om ätten Ribbing och en dokumentär skildring av en av Gustav III:s mördare, Adolph Ludvig Ribbing. Dessutom skrev hon flera böcker om smycken, deras material och historia.
Magdalena Ribbing var under en period redaktör för föreningen Riddarhusets tidskrift Arte et Marte. Hon var sommarpratare i Sveriges Radio P1 den 13 juni 1994 och den 21 juni 2000. Ribbing var invigningstalare på Stockholm Pride 2010 under temat Makt. Hon valdes till ordförande i Thielska Galleriets Vänner 2014.
Magdalena Ribbing tillhörde den svenska uradelsätten Ribbing, som finns belagd sedan medeltiden. Hon var dotter till Pehr Ribbing och Lilian Thiel samt barnbarn till Olof Ribbing och Alvar Thiel. Från 1981 fram till sin död var hon gift med radiojournalisten Thomas Hempel. Magdalena Ribbing avled den 29 september 2017 efter en fallolycka när hon förberedde en lunch i vänners sällskap. Hon är gravsatt i minneslunden på Norra begravningsplatsen utanför Stockholm.

## Priser och utmärkelser
- Gastronomiska Akademiens guldmedalj för utomordentliga insatser för svensk matkultur (januari 2011)
- Begriplighetspriset (2011)
- S:t Eriksmedaljen (maj 2014)
- Stora retorikpriset (2017)[5]